# Thierry Neuville

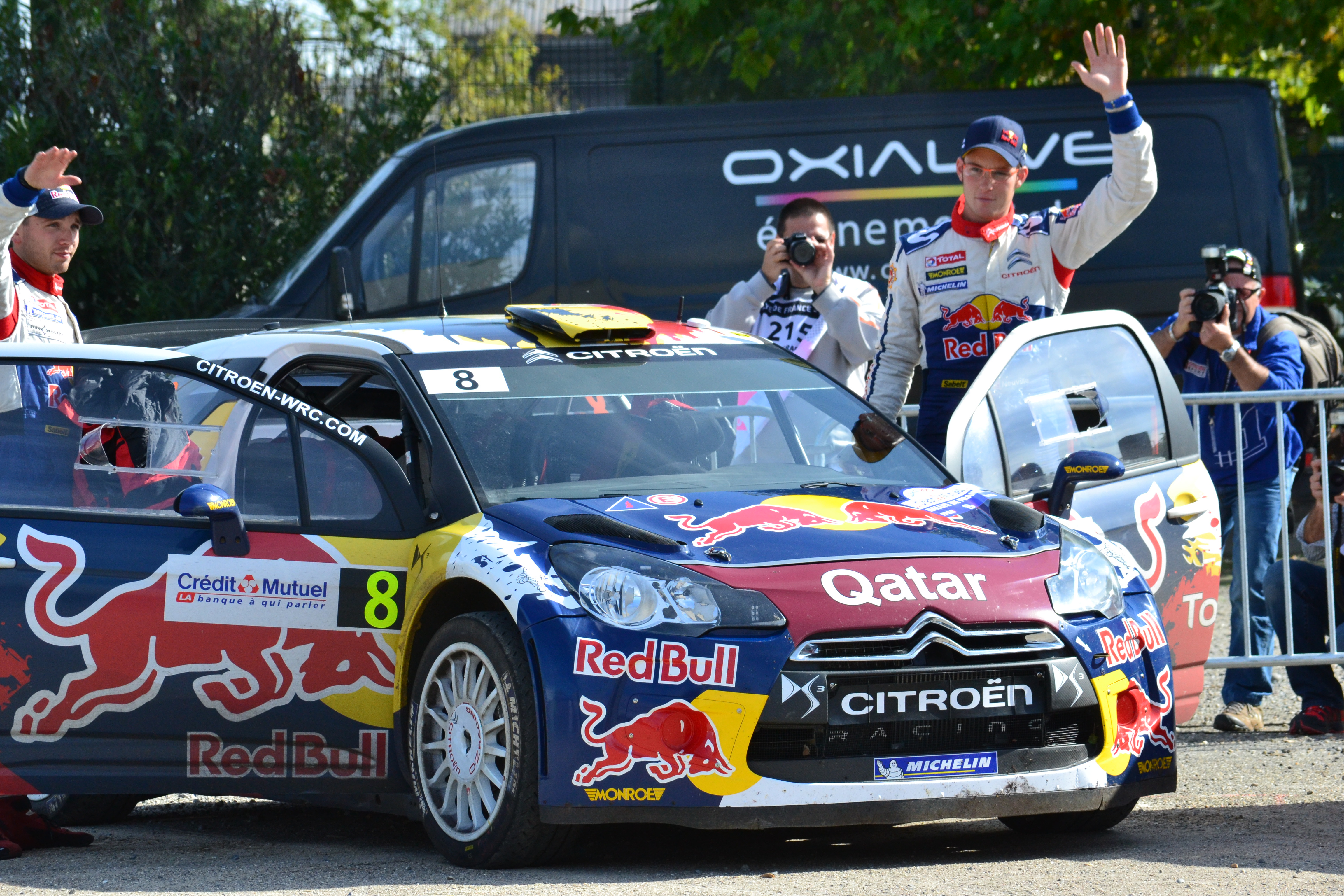
Neuville podczas Rajdu Francji 2012

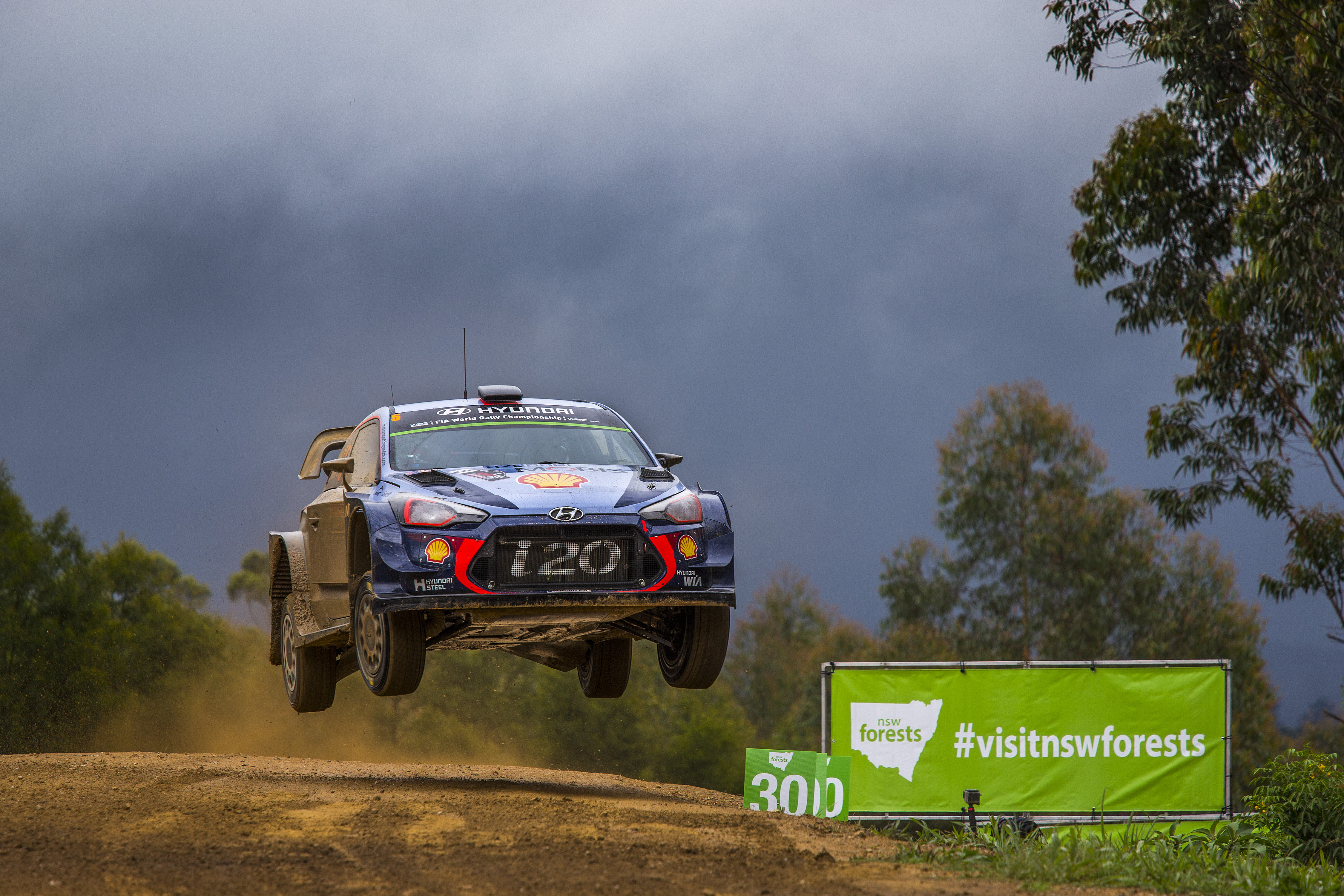
Neuville podczas Rajdu Australii 2017

Thierry Neuville (ur. 16 czerwca 1988 w Sankt Vith) – belgijski kierowca rajdowy, mistrz świata z 2024 roku, pięciokrotny wicemistrz świata z 2013, 2016, 2017, 2018 i 2019 roku.

## Życiorys
Do końca sezonu 2010 jego pilotem był Francuz Nicolas Klinger, natomiast od pierwszego startu sezonu 2011, czyli Rajdu Monte Carlo, aż do końca sezonu 2020, pilotem był Belg Nicolas Gilsoul. Od Rajdu Monte Carlo 2021 pilotem Neuville’a jest Belg Martijn Wydaeghe.
Mieszka z narzeczoną i synem w Monako.
W 2009 roku debiutował w Mistrzostwach Świata za kierownicą Citroëna C2 R2 Max w Rajdzie Hiszpanii, którego nie ukończył w wyniku awarii. W sezonie 2010 startował w kategorii JWRC w 5 rajdach Citroënem C2 w specyfikacji S1600. Trzech rajdów nie ukończył, natomiast w Rajdzie Bułgarii wygrał w konkurencji juniorów, a w Rajdzie Francji był trzeci, co ostatecznie dało mu 7. pozycję w kategorii JWRC.
Pierwszym jego startem w cyklu IRC był Rajd Ypres 2009. Neuville wystartował Peugeotem 207 S2000, jednak nie ukończył rajdu w wyniku wypadku. W następnym sezonie rozpoczął starty w zespole Peugeot Team Bel-Lux także modelem 207. Wystąpił w 6 rajdach, z czego trzech nie ukończył. Największym osiągnięciem w sezonie było 3. miejsce w Rajdzie Ypres. W klasyfikacji generalnej sezonu zajął 9. pozycję.
W sezonie 2011 Neuville kontynuował starty w serii IRC w tym samym zespole, ale już w pełnym programie. Jak dotąd największym jego osiągnięciem jest zwycięstwo w Rajdzie Korsyki oraz Rajdzie San Remo.
Na sezon 2012 Neuville podpisał kontrakt na starty w dziewięciu eliminacjach mistrzostw świata w zespole Citroën Junior Team za kierownicą Citroëna DS3 WRC. Wystartował jednak we wszystkich trzynastu rundach (w Nowej Zelandii i we Włoszech w zespole Qatar WRT) i zajął 7. miejsce w klasyfikacji generalnej z 53 zdobytymi punktami.
W sezonie 2013 wystartował samochodem Ford Fiesta RS WRC w zespole Qatar World Rally Team, który podjął współpracę z zespołem M-Sport. W Rajdzie Meksyku po raz pierwszy stanął na podium zawodów WRC, zajmując w nim trzecie miejsce. Do końca sezonu 2013 Neuville trzy razy stanął na najniższym stopniu podium zawodów, a cztery razy był drugi. Sezon zakończył na drugim miejscu klasyfikacji generalnej z dorobkiem 176 punktów.
Na sezon 2014 Neuville podpisał kontrakt z powracającym do rajdów zespołem Hyundaia. Został liderem zespołu, w którym startuje nowym samochodem Hyundai i20 Coupe WRC.

### Sezon 2018
Rajd Sardynii Neuville rozpoczął od trzeciego miejsca na początku pierwszego dnia, awansując na drugą pozycję pod jego koniec po odpadnięciu z rywalizacji Andreasa Mikkelsena. Drugi dzień rajdu zaczął ze stratą około 17 sekund do Sébastiena Ogiera, powiększając stratę do blisko 20 na trasie kolejnego odcinka. Przełomowy okazał się odcinek dwunasty, w którym Neuville był szybszy o blisko 15 sekund od Ogiera i w klasyfikacji ogólnej miał do niego już tylko 4,9 sekundy straty. Strata zmniejszyła się jeszcze bardziej podczas kolejnego odcinka, na którym Francuzowi zgasł silnik na starcie. Trzeci i ostatni dzień rajdu to zacięta pogoń Neuville’a za Ogierem, gdzie strata Belga na 4 odcinki przed końcem wynosiła 3,1 sekundy. Przed finałowym przejazdem strata ta wynosiła już tylko 0,8 sekundy i wszystko rozstrzygnęło się na ostatnich 14 kilometrach, na których Neuville był szybszy o 1,5 sekundy i zapewnił sobie zwycięstwo w rajdzie przewagą zaledwie 0,7 sekundy.
Pierwsza pozycja startowa w Finlandii nie była sprzyjająca dla Belga i ciągłe przecieranie trasy poskutkowało dopiero 10. pozycją pod koniec pierwszego etapu rajdu.

## Zwycięstwa w rajdach WRC
| #  | Rajd                 | Sezon | Pilot           | Samochód              |
| -- | -------------------- | ----- | --------------- | --------------------- |
| 1  | 32. Rajd Niemiec     | 2014  | Nicolas Gilsoul | Hyundai i20 WRC       |
| 2  | 13. Rajd Sardynii    | 2016  | Nicolas Gilsoul | Hyundai i20 WRC       |
| 3  | 60. Rajd Korsyki     | 2017  | Nicolas Gilsoul | Hyundai i20 Coupe WRC |
| 4  | 37. Rajd Argentyny   | 2017  | Nicolas Gilsoul | Hyundai i20 Coupe WRC |
| 5  | 74. Rajd Polski      | 2017  | Nicolas Gilsoul | Hyundai i20 Coupe WRC |
| 6  | 26. Rajd Australii   | 2017  | Nicolas Gilsoul | Hyundai i20 Coupe WRC |
| 7  | 66. Rajd Szwecji     | 2018  | Nicolas Gilsoul | Hyundai i20 Coupe WRC |
| 8  | 52. Rajd Portugalii  | 2018  | Nicolas Gilsoul | Hyundai i20 Coupe WRC |
| 9  | 15. Rajd Sardynii    | 2018  | Nicolas Gilsoul | Hyundai i20 Coupe WRC |
| 10 | 62. Rajd Korsyki     | 2019  | Nicolas Gilsoul | Hyundai i20 Coupe WRC |
| 11 | 39. Rajd Argentyny   | 2019  | Nicolas Gilsoul | Hyundai i20 Coupe WRC |
| 12 | 55. Rajd Hiszpanii   | 2019  | Nicolas Gilsoul | Hyundai i20 Coupe WRC |
| 13 | 88. Rajd Monte Carlo | 2020  | Nicolas Gilsoul | Hyundai i20 Coupe WRC |
| 14 | Rajd Ypres 2021      | 2021  | Nicolas Gilsoul | Hyundai i20 Coupe WRC |
| 15 | 56 Rajd Hiszpanii    | 2021  | Nicolas Gilsoul | Hyundai i20 Coupe WRC |

## Starty w rajdach WRC
| Sezon | Zespół                                     | Samochód              | 1  | 2  | 3  | 4  | 5  | 6  | 7  | 8  | 9  | 10    | 11 | 12 | 13 | 14    | 15 | 16 | Punkty | Miejsce |
| ----- | ------------------------------------------ | --------------------- | -- | -- | -- | -- | -- | -- | -- | -- | -- | ----- | -- | -- | -- | ----- | -- | -- | ------ | ------- |
| 2009  | Thierry Neuville                           | Citroën C2 R2 Max     | -  | -  | -  | -  | -  | -  | -  | -  | -  | -     | NU | -  |    |       |    |    | -      | -       |
| 2010  | Thierry Neuville                           | Citroën C2 S1600      | -  | -  | -  | NU | -  | NU | 12 | -  | NU | -     | 27 | -  | -  |       |    |    | -      | -       |
| 2012  | Citroën Junior Team Qatar World Rally Team | Citroën DS3 WRC       | NU | 12 | 13 | 8  | 5  | 6  | 5  | 16 | 12 | 7     | 4  | 19 | 12 |       |    |    | 53     | 7.      |
| 2013  | Qatar World Rally Team                     | Ford Fiesta RS WRC    | NU | 5  | 3  | 17 | 5  | 3  | 2  | 2  | 2  | 2     | 4  | 4  | 3  |       |    |    | 176    | 2.      |
| 2014  | Hyundai World Rally Team                   | Hyundai i20 WRC       | NU | 28 | 3  | 7  | 5  | 16 | 3  | NU | 1  | 7     | 8  | 6  | 4  |       |    |    | 105    | 6.      |
| 2015  | Hyundai World Rally Team                   | Hyundai i20 WRC       | 5  | 2  | 8  | NU | 39 | 3  | 6  | 4  | 5  | 7     | 23 | 8  | NU |       |    |    | 90     | 6.      |
| 2016  | Hyundai World Rally Team                   | Hyundai i20 WRC       | 3  | 14 | NU | 6  | 29 | 1  | 4  | 4  | 3  | [ 7 ] | 2  | 3  | 3  | 3     |    |    | 160    | 2.      |
| 2017  | Hyundai World Rally Team                   | Hyundai i20 Coupe WRC | 15 | 13 | 3  | 1  | 1  | 2  | 3  | 1  | 6  | 44    | NU | 2  | 1  |       |    |    | 208    | 2.      |
| 2018  | Hyundai Shell Mobis WRT                    | Hyundai i20 Coupe WRC | 5  | 1  | 6  | 3  | 2  | 1  | 1  | 9  | 2  | 16    | 5  | 4  | NU |       |    |    | 201    | 2.      |
| 2019  | Hyundai Shell Mobis WRT                    | Hyundai i20 Coupe WRC | 2  | 3  | 4  | 1  | 1  | NU | 2  | 6  | 6  | 4     | 8  | 2  | 1  | [ 8 ] |    |    | 227    | 2.      |
| 2020  | Hyundai Shell Mobis WRT                    | Hyundai i20 Coupe WRC | 1  | 6  | 16 | NU | 2  | 2  | NU |    |    |       |    |    |    |       |    |    | 87     | 4.      |
| 2021  | Hyundai Shell Mobis WRT                    | Hyundai i20 Coupe WRC | 3  | 3  | 3  | 36 | 3  | NU | 3  | 1  | 8  | NU    | 1  | 4  |    |       |    |    | 176    | 3.      |
| 2022  | Hyundai Shell Mobis WRT                    | Hyundai i20 N Rally1  | 6  | 2  | 3  | 5  | 41 | 5  | 4  | 5  | 20 | 1     | 4  | 2  | 1  |       |    |    | 193    | 3.      |
| 2023  | Hyundai Shell Mobis WRT                    | Hyundai i20 N Rally1  | 3  | 3  | 2  | 33 | 5  | 1  | DK | 2  | 2  | 20    | 2  | 1  | 13 |       |    |    | 189    | 3.      |
| 2024  | Hyundai Shell Mobis WRT                    | Hyundai i20 N Rally1  | 1  | 4  | 5  | 3  | 3  | 41 | 4  | 8  | 2  | 1     | 4  | 3  | 6  |       |    |    | 242    | 1.      |

| 1. miejsce | 2. miejsce | 3. miejsce | Punktowane miejsce | Niepunktowane miejsce | Nie ukończył | Wykluczony | Nie wystartował | Nie brał udziału |

## Starty w JWRC
| Sezon | Zespół           | Samochód         | 1      | 2      | 3     | 4      | 5     | 6   | 7 | 8 | 9 | Punkty | Miejsce |
| ----- | ---------------- | ---------------- | ------ | ------ | ----- | ------ | ----- | --- | - | - | - | ------ | ------- |
| 2010  | Thierry Neuville | Citroën C2 S1600 | TUR NU | POR NU | BUL 1 | DEU NU | FRA 3 | ESP |   |   |   | 40     | 7.      |

## Starty w rajdach IRC
| Sezon | Zespół                   | Samochód          | 1      | 2     | 3     | 4      | 5      | 6     | 7     | 8     | 9      | 10    | 11     | 12  | 13 | Punkty | Miejsce |
| ----- | ------------------------ | ----------------- | ------ | ----- | ----- | ------ | ------ | ----- | ----- | ----- | ------ | ----- | ------ | --- | -- | ------ | ------- |
| 2009  | BF Goodrich Drivers Team | Peugeot 207 S2000 | MON    | KUR   | SAF   | AZO    | YPR NU | ROS   | MAD   | BAR   | AST    | SAN   | SZK    |     |    | 0      | -       |
| 2010  | Peugeot Team Bel-Lux     | Peugeot 207 S2000 | MON    | KUR   | ARG   | KAN NU | SAR 4  | YPR 3 | AZO   | MAD   | BAR NU | SAN 8 | SZK NU | CYP |    | 12     | 9.      |
| 2011  | Peugeot Team Bel-Lux     | Peugeot 207 S2000 | MON NU | KAN 3 | KOR 1 | JAŁ 6  | YPR NU | AZO   | BAR 4 | MEC 2 | SAN 1  | SZK 6 | CYP NU |     |    | 115    | 5.      |